# Ukrainisches buntes Steppenschwein
Das Ukrainische bunte Steppenschwein (ukrainisch Українська степова ряба Ukrajinska stepowa ryaba) ist eine Fettschweinrasse aus der Ukraine.

## Zuchtgeschichte
Unter der Leitung von L. K. Greben wurden in Askanija-Nowa in der Oblast Cherson ausgewählte Sauen der Rasse Ukrainisches weißes Steppenschwein mit Ebern der Rassen Berkshire-Schwein und Mangalica-Schwein gekreuzt. 1961 wurde die Rasse offiziell anerkannt.

## Charakteristika
- Farbe schwarz-getigert (bunt), schwarz-rot-getigert oder selten schwarz
- im Typ ähnlich dem Ukrainischen weißen Steppenschwein
- Gewicht Sauen 238 kg, Eber 322 kg
- Zeit bis 100 kg: 186 Tage
- Härte und Angepasstheit an das heiße Kontinentalklima der Südukraine (besser als das Ukrainische weiße Steppenschwein)

Es existieren 9 Eberlinien und 18 Sauenfamilien.

## Vorkommen
Hauptzuchtzentrum ist Askanija-Nowa. Außerdem wird die Rasse noch gehalten in der Oblast Cherson und der Oblast Mykolajiw. 1980 betrug die Gesamtzahl 5.800 reinrassige Tiere.